# واوبای (داکوتای جنوبی)
واوبای(به انگلیسی: Waubay) شهری در ایالت داکوتای جنوبی کشور ایالات متحده آمریکا است که جمعیت آن در سرشماری سال ۲۰۱۰ میلادی، ۵۷۶ نفر بوده‌است.